# Пје деј Балци (Салерно)
Пје деј Балци је насеље у Италији у округу Салерно, региону Кампанија.
Према процени из 2011. у насељу је живело 28 становника. Насеље се налази на надморској висини од 682 м.